# Giórgos Giakoumákis
Giórgos Vangélis Giakoumákis   (en grec moderne : Γιώργος Γιακουμάκης), né le 9 décembre 1994 à Héraklion sur l'île de Crête, est un footballeur international grec jouant au poste d’attaquant à Cruz Azul.

## Biographie

### En club

#### Débuts en Grèce et divers prêts
Lors de la saison 2016-2017, il se met en évidence en inscrivant onze buts en première division grecque avec le club de Platanias. Il est l'auteur de deux doublés cette saison-là, lors de la réception d'Atromitos, puis de l'Asteras Tripolis.
Lors de la saison 2017-2018, il dispute les seizièmes de finale de la Ligue Europa avec l'AEK Athènes, face au club ukrainien du Dynamo Kiev. La saison suivante, toujours avec l'AEK, il participe à la phase de groupe de la Ligue des champions (trois matchs joués).

#### Succès en Eredivisie
Lors de l'été 2020, il est transféré au club néerlandais du VVV Venlo. Dès son premier match, il s'illustre en marquant un triplé en Eredivisie sur la pelouse du FC Emmen, permettant à son équipe de l'emporter 3-5. Par la suite, le 14 janvier 2021, il est l'auteur d'un quadruplé lors d'un déplacement à l'ADO La Haye (victoire 1-4). Le 27 janvier, il récidive avec un nouveau quadruplé lors de la réception du Vitesse Arnhem (victoire 4-1). En championnat, il conclut la saison avec 26 buts à son actif en 30 apparitions.

#### Transfert au Celtic FC
Il rejoint le Celtic FC contre 2,5 millions de livres le 1er septembre 2021, y paraphant un contrat de cinq ans. Gêné par une blessure au genou, il fait sa première apparition sous son nouveau maillot le 30 septembre, en Ligue Europa, face au Bayer Leverkusen (défaite 0-4). Pour sa première titularisation, le 23 octobre, il est buteur face au St Johnstone FC en championnat (10e journée, victoire 2-0). Malheureusement, il est rattrapé par sa blessure au genou dès la fin du mois de novembre et ne parvient pas à enchaîner les rencontres.

#### Joueur désigné en MLS
Lors du marché des transferts hivernal de janvier 2023, Giórgos Giakoumákis cesse toute négociation au sujet d'un nouveau contrat avec le Celtic FC et les médias britanniques rapportent que son transfert vers les Urawa Red Diamonds, formation de J1 League, est sur le point d'être officialisé après que le joueur ait passé sa visite médicale,. Cependant, la franchise de Major League Soccer d'Atlanta United poursuit les négociations pour recruter l'international grec et se rapproche des demandes financières du Celtic,. Finalement, le 8 février 2023, Atlanta annonce officiellement la signature de Giórgos Giakoumákis qui rejoint le club avec un contrat de quatre ans,. Le transfert est estimé à 4,3 millions de livres sterling, dont 800 000 sous la forme de bonus.
Giórgos Giakoumákis participe à sa première rencontre avec Atlanta United le 4 mars 2023 à l'occasion de la réception du Toronto FC (1-1) où il foule la pelouse à partir de l'heure de jeu. Deux semaines plus tard, il est titularisé et inscrit son premier but avec Atlanta dans une nette victoire 5-1 face aux Timbers de Portland. Il a été est sacré meilleure recrue en MLS.

### En équipe nationale
Giórgos Giakoumákis reçoit trois sélections en équipe de Grèce espoirs au cours de l'année 2015.
Le 11 novembre 2020, il reçoit sa première sélection en équipe de Grèce, lors d'un match amical contre Chypre. Titulaire, il se met en évidence en inscrivant un but, permettant à son équipe de l'emporter 2-1.

## Palmarès
AEK Athènes
- Champion de Grèce en 2018
- Finaliste de la Coupe de Grèce en 2018

 Celtic FC
- Champion d'Ecosse en 2022

### Distinctions personnelles
- Meilleur buteur de la Scottish Premier League en 2021-2022

## Statistiques
| Saison                | Club                  | Championnat           | Championnat | Championnat | Championnat | Coupe(s) nationale(s) | Coupe(s) nationale(s) | Coupe(s) nationale(s) | Compétition(s) continentale(s) | Compétition(s) continentale(s) | Compétition(s) continentale(s) | Compétition(s) continentale(s) | Grèce | Grèce | Grèce | Total | Total | Total |
| Saison                | Club                  | Division              | M.          | B.          | P.d.        | M.                    | B.                    | P.d.                  | Comp.                          | M.                             | B.                             | P.d.                           | M.    | B.    | P.d.  | M.    | B.    | P.d.  |
| 2012-2013             | Platanias FC          | Super League          | 0           | 0           | 0           | 0                     | 0                     | 0                     | -                              | -                              | -                              | -                              | -     | -     | -     | 0     | 0     | 0     |
| 2013-2014             | Platanias FC          | Super League          | 0           | 0           | 0           | 0                     | 0                     | 0                     | -                              | -                              | -                              | -                              | -     | -     | -     | 0     | 0     | 0     |
| 2013-2014             | AO Episkopí (prêt)    | Football League       | 0           | 0           | 0           | 0                     | 0                     | 0                     | -                              | -                              | -                              | -                              | -     | -     | -     | 0     | 0     | 0     |
| 2014-2015             | Platanias FC          | Super League          | 0           | 0           | 0           | 0                     | 0                     | 0                     | -                              | -                              | -                              | -                              | -     | -     | -     | 0     | 0     | 0     |
| 2015-2016             | Platanias FC          | Super League          | 0           | 0           | 0           | 0                     | 0                     | 0                     | -                              | -                              | -                              | -                              | -     | -     | -     | 0     | 0     | 0     |
| 2016-2017             | Platanias FC          | Super League          | 0           | 0           | 0           | 0                     | 0                     | 0                     | -                              | -                              | -                              | -                              | -     | -     | -     | 0     | 0     | 0     |
| 2017-2018             | AEK Athènes           | Super League          | 11          | 1           | 0           | 6                     | 1                     | 0                     | C1+C3                          | 1+3                            | 0                              | 0                              | -     | -     | -     | 21    | 2     | 0     |
| 2018-2019             | AEK Athènes           | Super League          | 6           | 0           | 0           | 2                     | 1                     | 2                     | C1                             | 3                              | 0                              | 0                              | -     | -     | -     | 11    | 1     | 2     |
| 2019-2020             | AEK Athènes           | Super League          | 13          | 0           | 0           | 1                     | 0                     | 0                     | C3                             | 2                              | 0                              | 0                              | -     | -     | -     | 16    | 0     | 0     |
| Sous-total            | Sous-total            | Sous-total            | 30          | 1           | 0           | 9                     | 2                     | 2                     | -                              | 9                              | 0                              | 0                              | -     | -     | -     | 48    | 3     | 2     |
| 2018-2019             | OFI Crète (prêt)      | Super League          | 10          | 2           | 1           | 2                     | 1                     | 0                     | -                              | -                              | -                              | -                              | -     | -     | -     | 12    | 3     | 1     |
| 2019-2020             | Górnik Zabrze (prêt)  | Ekstraklasa           | 12          | 3           | 0           | -                     | -                     | -                     | -                              | -                              | -                              | -                              | -     | -     | -     | 12    | 3     | 0     |
| 2020-2021             | VVV Venlo             | Eredivisie            | 30          | 26          | 1           | 3                     | 3                     | 1                     | -                              | -                              | -                              | -                              | 6     | 1     | 0     | 39    | 30    | 2     |
| 2021-2022             | Celtic FC             | Premiership           | 21          | 13          | 1           | 3                     | 4                     | 0                     | C3+C4                          | 3+2                            | 0                              | 0                              | 5     | 1     | 0     | 34    | 18    | 1     |
| 2022-2023             | Celtic FC             | Premiership           | 19          | 6           | 1           | 3                     | 2                     | 0                     | C1                             | 6                              | 1                              | 0                              | -     | -     | -     | 28    | 9     | 1     |
| Sous-total            | Sous-total            | Sous-total            | 40          | 19          | 2           | 6                     | 6                     | 0                     | -                              | 11                             | 1                              | 0                              | 5     | 1     | 0     | 62    | 27    | 2     |
| 2023                  | Atlanta United        | MLS                   | 30          | 19          | 0           | 2                     | 0                     | 0                     | LCup                           | 0                              | 0                              | 0                              | 8     | 2     | 0     | 40    | 21    | 0     |
| 2024                  | Atlanta United        | MLS                   | 9           | 5           | 2           | 0                     | 0                     | 0                     | -                              | 0                              | 0                              | 0                              | 2     | 0     | 0     | 11    | 5     | 2     |
| Sous-total            | Sous-total            | Sous-total            | 39          | 24          | 2           | 2                     | 0                     | 0                     | -                              | 0                              | 0                              | 0                              | 10    | 2     | 0     | 51    | 26    | 2     |
| Total sur la carrière | Total sur la carrière | Total sur la carrière | 145         | 66          | 6           | 22                    | 12                    | 3                     | -                              | 20                             | 1                              | 0                              | 21    | 4     | 0     | 208   | 83    | 9     |